# Mega Drive (исполнитель)
Mega Drive — музыкальный исполнитель из Техаса, работающий в жанре дарксинт.
Он известен своим особенно тяжёлым, «грязным» звучанием, агрессивными соло и обложками альбомов, которые обычно содержат дизайн черепа в стиле киберпанка. Mega Drive считается одним из главных пионеров дарксинта наряду с Perturbator и Carpenter Brut. Его песни «NARC» и «Acid Spit» были представлены в саундтреке Hotline Miami 2: Wrong Number.